# توآلانارو (بخش)
توآلانارو (به لاتین: Taolanaro) یک منطقهٔ مسکونی در ماداگاسکار است که در آنوسی (ماداگاسکار) واقع شده‌است.